# Egyptens flag
Egyptens flag har en hvid stribe i midten en rød stribe foroven og en sort nederst. Der sidder en ørn i midten af flaget.
- Wikimedia Commons har flere filer relateret til Egyptens flag

| Flag | Spire Denne artikel om flag eller vexillologi er en spire som bør udbygges. Du er velkommen til at hjælpe Wikipedia ved at udvide den. |